# Petrea brevicalyx
Petrea brevicalyx là một loài thực vật có hoa trong họ Cỏ roi ngựa. Loài này được Ducke miêu tả khoa học đầu tiên năm 1932.